# Socha svatého Jana Nepomuckého (Bohdalov)
Socha svatého Jana Nepomuckého je barokní socha světce stojící na katastrálním území Bohdalova v okrese Žďár nad Sázavou. Byla zapsána v roce 1970 do Ústředního seznamu kulturních památek České republiky.

## Historie
Pozdně barokní pískovcová socha svatého Jana Nepomuckého z druhé poloviny 18. století stojí na náměstí městyse Bohdalov.

## Popis
Čtyřboký podstavec zdobený bočními plochými volutovými křídly je postaven na obdélné základně. Na přední straně podstavce v plastické kartuši byl pětiřádkový nápis (je nečitelný). Podstavec je ukončen profilovanou římsou, na které stojí socha světce (v podživotní velikosti). Světec stojí v typické póze v kontrapostu a esovitě prohnutým tělem. Oděný je v tradiční kanovnické roucho s bohatě řaseným šatem. Hlavu s biretem má pootočenou k levému rameni a mírně zakloněnou. V levé pokrčené ruce drží krucifix, který se opírá o levé rameno. Pravá ruka je mírně předsunutá podél těla.